# Phare de Ražanj
Le phare de Ražanj (en croate : Svjetionik Rt Ražanj) est un feu actif situé sur l'île de Brač, dans le Comitat de Split-Dalmatie en Croatie. Le phare est exploité par la société d'État Plovput .

## Histoire
Le phare, mis en service en 1875, se situe à l'extrémité sud-ouest de l'île de Brač. Il marque le passage entre celle-ci et l'île de Šolta. Le phare se situe à environ 3 km à l'ouest de Milna.

## Description
Le phare  est une tour hexagonale en pierre gris-blanc de 14 m de haut, avec galerie et lanterne attachée au pignon d'une maison de gardien d'un étage. Le bâtiment est non peint et la lanterne est blanche. Il émet, à une hauteur focale de 17 m, un éclat blanc toutes les 5 secondes. Sa portée est de 13 milles nautiques (environ 24 km) pour le feu principal et 8 milles nautiques (environ 15 km) pour le feu de veille.
Il est équipé d'une corne de brume émettant deux signaux de 4 secondes par période de 42 secondes audibles jusqu'à 2 milles nautiques (environ 3.7 km). Il possède aussi un Système d'identification automatique pour la navigation maritime .
Identifiant : ARLHS : CRO-129 - Amirauté : E3342 - NGA : 113-13528 .

## Caractéristiques dufeu maritime
Fréquence : 5s (W)
- Lumière : 1 seconde
- Obscurité : 4 secondes

|          |
| Le phare |

|                         |
| Les îles croates du sud |

### Lien connexe
- Liste des phares de Croatie